# Syrphus lacyorum
Syrphus lacyorum är en tvåvingeart som beskrevs av Thompson 2000. Syrphus lacyorum ingår i släktet solblomflugor, och familjen blomflugor.
Artens utbredningsområde är Costa Rica. Inga underarter finns listade i Catalogue of Life.